# Bill Masterton-emlékkupa

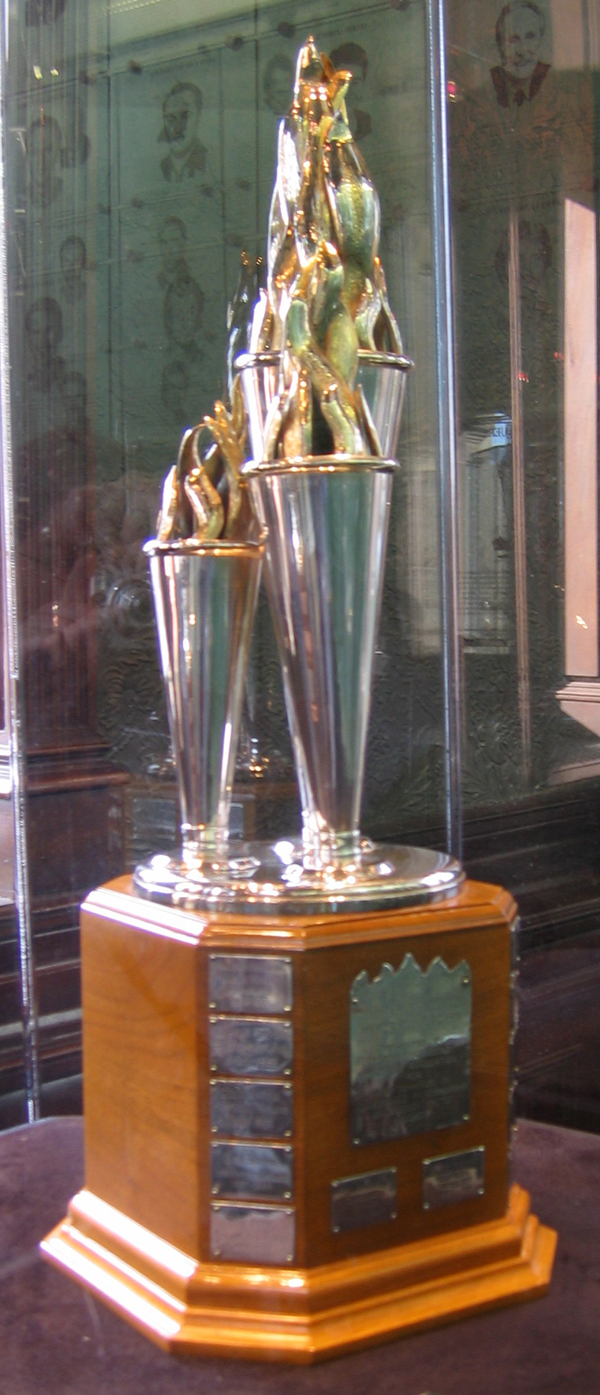
A Bill Masterton-emlékkupa

A Bill Masterton-emlékkupát a National Hockey League azon játékos kapja a szezon végén aki a sportszerűségével, a kitartásával és a jégkorong iránti elkötelezettségével példát mutat. Ezeket a játékosokat a Professional Hockey Writers' Association tagjai választják meg úgy, hogy minden egyes csapat egyet kijelöl a játékosai közül. Gyakran olyan játékosok nyerik akik hosszú sérülés vagy családi tragédia után térnek vissza és ennek ellenére nagyon jól játszik. Ezt a trófeát egy játékos csak egyszer nyerheti meg pályafutása során.

## Története
A trófeát Bill Masterton emlékére nevezték el, aki a Minnesota North Stars játékosa volt. 1968. január 15-én hunyt el egy mérkőzés közben szerzett súlyos sérülés következtében. Az első trófeát az 1967–1968-as szezon végén adták át Claude Provostnak. Azóta a Montréal Canadiens 6 alkalommal nyerték meg a trófeát.

## A díjazottak
| 2024–2025 | Sean Monohan                     | Columbus Blue Jackets            |                                  |                                  |
| 2023–2024 | Connor Ingram                    | Arizona Coyotes                  |                                  |                                  |
| 2022–2023 | Kris Letang                      | Pitsburgh Penguins               |                                  |                                  |
| 2021–2022 | Carey Price                      | Montréal Canadiens               |                                  |                                  |
| 2020–2021 | Oskar Lindblom                   | Philadelphia Flyers              |                                  |                                  |
| 2019–2020 | Bobby Ryan                       | Ottawa Senators                  |                                  |                                  |
| 2018–2019 | Robin Lehner                     | New York Islanders               |                                  |                                  |
| 2017–2018 | Brian Boyle                      | New Jersey Devils                |                                  |                                  |
| 2016–2017 | Craig Anderson                   | Ottawa Senators                  |                                  |                                  |
| 2015–2016 | Jaromír Jágr                     | Florida Panthers                 |                                  |                                  |
| 2014–2015 | Devan Dubnyk                     | Minnesota Wild                   |                                  |                                  |
| 2013–2014 | Dominic Moore                    | New York Rangers                 |                                  |                                  |
| 2012–2013 | Josh Harding                     | Minnesota Wild                   |                                  |                                  |
| 2011–2012 | Max Pacioretty                   | Montréal Canadiens               |                                  |                                  |
| 2010–2011 | Ian Laperrière                   | Philadelphia Flyers              |                                  |                                  |
| 2009–2010 | José Théodore                    | Washington Capitals              |                                  |                                  |
| 2008–2009 | Steve Sullivan                   | Nashville Predators              |                                  |                                  |
| 2007–2008 | Jason Blake                      | Toronto Maple Leafs              |                                  |                                  |
| 2006–2007 | Phil Kessel                      | Boston Bruins                    |                                  |                                  |
| 2005–2006 | Teemu Selänne                    | Mighty Ducks of Anaheim          |                                  |                                  |
| 2004–2005 | A lockout miatt nem volt győztes | A lockout miatt nem volt győztes | A lockout miatt nem volt győztes | A lockout miatt nem volt győztes |
| 2003–2004 | Bryan Berard                     | Chicago Blackhawks               |                                  |                                  |
| 2002–2003 | Steve Yzerman                    | Detroit Red Wings                |                                  |                                  |
| 2001–2002 | Saku Koivu                       | Montréal Canadiens               |                                  |                                  |
| 2000–2001 | Adam Graves                      | New York Rangers                 |                                  |                                  |
| 1999–2000 | Ken Daneyko                      | New Jersey Devils                |                                  |                                  |
| 1998–1999 | John Cullen                      | Tampa Bay Lightning              |                                  |                                  |
| 1997–1998 | Jamie McLennan                   | St. Louis Blues                  |                                  |                                  |
| 1996–1997 | Tony Granato                     | San Jose Sharks                  |                                  |                                  |
| 1995–1996 | Gary Roberts                     | Calgary Flames                   |                                  |                                  |
| 1994–1995 | Pat LaFontaine                   | Buffalo Sabres                   |                                  |                                  |
| 1993–1994 | Cam Neely                        | Boston Bruins                    |                                  |                                  |
| 1992–1993 | Mario Lemieux                    | Pittsburgh Penguins              |                                  |                                  |
| 1991–1992 | Mark Fitzpatrick                 | New York Islanders               |                                  |                                  |
| 1990–1991 | Dave Taylor                      | Los Angeles Kings                |                                  |                                  |
| 1989–1990 | Gord Kluzak                      | Boston Bruins                    |                                  |                                  |
| 1988–1989 | Tim Kerr                         | Philadelphia Flyers              |                                  |                                  |
| 1987–1988 | Bob Bourne                       | Los Angeles Kings                |                                  |                                  |
| 1986–1987 | Doug Jarvis                      | Hartford Whalers                 |                                  |                                  |
| 1985–1986 | Charlie Simmer                   | Boston Bruins                    |                                  |                                  |
| 1984–1985 | Anders Hedberg                   | New York Rangers                 |                                  |                                  |
| 1983–1984 | Brad Park                        | Detroit Red Wings                |                                  |                                  |
| 1982–1983 | Lanny McDonald                   | Calgary Flames                   |                                  |                                  |
| 1981–1982 | Glenn Resch                      | Colorado Rockies                 |                                  |                                  |
| 1980–1981 | Blake Dunlop                     | St. Louis Blues                  |                                  |                                  |
| 1979–1980 | Al MacAdam                       | Minnesota North Stars            |                                  |                                  |
| 1978–1979 | Serge Savard                     | Montréal Canadiens               |                                  |                                  |
| 1977–1978 | Butch Goring                     | Los Angeles Kings                |                                  |                                  |
| 1976–1977 | Ed Westfall                      | New York Islanders               |                                  |                                  |
| 1975–1976 | Rod Gilbert                      | New York Rangers                 |                                  |                                  |
| 1974–1975 | Don Luce                         | Buffalo Sabres                   |                                  |                                  |
| 1973–1974 | Henri Richard                    | Montréal Canadiens               |                                  |                                  |
| 1972–1973 | Lowell MacDonald                 | Pittsburgh Penguins              |                                  |                                  |
| 1971–1972 | Bobby Clarke                     | Philadelphia Flyers              |                                  |                                  |
| 1970–1971 | Jean Ratelle                     | New York Rangers                 |                                  |                                  |
| 1969–1970 | Pit Martin                       | Chicago Black Hawks              |                                  |                                  |
| 1968–1969 | Ted Hampson                      | Oakland Seals                    |                                  |                                  |
| 1967–1968 | Claude Provost                   | Montréal Canadiens               |                                  |                                  |